# Cripto arte
Cripto-arte é a produção artística registrada através de uma blockchain. Pode ser digital ou física, música, pintura, etc, ou qualquer outra obra que tenha sido "tokenizada", ou seja, transformada em um token não fungível através de uma blockchain.
"Os colecionáveis digitais são tokens, ou seja, são registros criptográficos (codificados) presentes em um livro-razão formado por um conjunto de computadores que chamamos de blockchain. Ao mesmo tempo em que são tokens, são também obras de arte que carregam ideias e que nunca poderão, na teoria, ser falsificadas, replicadas ou modificadas, são imutáveis. Isso é possível devido a uma característica fundamental da blockchain: a imutabilidade dos dados. Além do mais, essas criptoartes podem ser consideradas obras de arte raras. São raras devido à uma outra característica que surgiu também com a blockchain: a escassez digital. A blockchain conseguiu reproduzir no mundo digital a mesma escassez que existe no mundo físico, o que permite a comercialização de bens digitais como se fossem bens físicos. Este sistema de escassez funciona devido ao fato comprovado de que, como as criptomoedas, as criptoartes também existem em quantidade limitada."

## História

### 2014
- Foi criado o primeiro NFT, pelo artista Kevin McCoy.

- A Monegraph lança o primeiro mercado a registrar arte na blockchain Bitcoin.[2]

### 2015
- Surge o primeiro projeto de NFT de seu blockchain, chamado Etheria.

- A artista Sara Meyohas lança o "Bitchcoin" em fevereiro, "uma criptomoeda para comprar arte e investir no artista".
- O Ascribe é lançado em junho, usando a blockchain do Bitcoin para ajudar os artistas a reivindicar a propriedade de seu trabalho[3]
- A Verisart é lançada em julho para "Usar o Blockchain para verificar a autenticidade das obras de arte" .[4]

### 2016
- Os digitais raros "Rare Pepe´s" são lançados em outubro. "Rare Pepes´s" é registrado na blockchain, transformados em tokens negociáveis".[5]
- Plantoid nasce em dezembro. A artista e estudiosa jurídica Primavera de Fillipi cria "Plantoides: as primeiras formas de vida artificiais baseadas em blockchain".[6]

### 2017
- O CryptoPunks foi lançado em junho, abrindo o caminho para a arte digital rara. "Este projeto baseado no Ethereum pode mudar a maneira como pensamos sobre a arte digital"[7] Existem dez mil CryptoPunks gerados por computador, vinculados a um token no Ethereum. Esses NFT (tokens não fungíveis) são a base do ERC721 padrão.
- Em outubro, o DADA.nyc lança o primeiro mercado de arte digital rara na Blockchain da Ethereum[8]
- O Jogo Cryptokitties para coletar, criar e vender gatos virtuais é lançado em novembro. Dentro de uma semana, as pessoas "gastaram mais de US $ 1 milhão comprando gatos virtuais na blockchain Ethereum".[9]  Utilizando o NFT (token não fungível) CryptoPunks como base e propôs o padrão de token ERC-721 que é usado para a cripto arte.
- A Artnome publica um artigo influente intitulado "O mercado de arte da Blockchain está aqui" em dezembro, que ajudou a entender a experimentação e a inovação que aconteceram com a arte e o blockchain em 2017.[10]

### 2018
- O Rare Art Fest, o primeiro festival dedicado à cripto arte / arte digital rara, acontece em Nova York em janeiro. Nascido de um tweet de Joe Looney, criador da carteira da Rare Pepe, foi um evento organizado pela comunidade, liderado por Tommy Nicholas, da Rare Art Labs, com a ajuda do DADA. Ele reuniu a comunidade de arte e da blockchain pela primeira vez, em uma sala com aproximadamente 400 pessoas. Entre os palestra ntes etavam Dan Viau, Kitty Hats, Shaban Shaame do Spell of Genesis, Vladimir Vukicevic do Meural, Kieran Farr do Decentraland, Jess Houlgrave e Jessical Angel. As apresentações principais incluíram Joe Looney, da Rare Pepe's, Matt Hall, da Cryptopunks e Beatriz Helena Ramos da DADA. Jason Rosenstein e Louis Parker realizaram um leilão da Rare Pepe no qual Homer Pepe foi vendido por US $ 39.200, gerando manchetes do The New York Times[10]  e do The Paris Review.[11]
- Após esses eventos, Anne Bracegirdle organizou o primeiro Art + Tech Summit da Christies em Londres dedicado ao Blockchain.[12]  Muitos projetos foram lançados em 2018, incluindo o Codex Protocol, SuperRare, KnowOrigin, BAE (troca de arte blockchain, OpenSea, Portion, Artory, RareArt Labs e Museum of Crypto Art (MoCA) em Cryptovoxels em dezembro de 2018.

### 2019
- Museu virtual baseado em Ethereum tokeniza obra de arte Bitcoin censurada [13] .

### 2020
- O ex-jogador do Tampa Bay Rays Micah Johnson, cruou uma obra de arte interativa em NFT para transformar a vida de dois meninos negros nos EUA[14] .
- O mercado de arte NFT triplicou em 2020, representando mais de US$ 9 milhões[15] .
- Obra de arte intitulada "Não consigo respirar", vendida por criptomoedas em leilão .

### 2021
- Em janeiro, o  NFT ''Alien'' do CryptoPunk  foi vendido por  605 ETH ( ~US$ 750 mil) [16]. Poucos dias depois,  outro NFT da série Cryptopunk foi vendido por 550 ETH, ( ~ US$1 milhão no momento da venda) [17].
- A popular casa de leilões Christie’s anuncia sua primeira obra de arte puramente digital, do artista “Beeple” [18] .  De acordo com dados do CryptoArt o Beeple é o artista NFT mais bem pago do mundo. Sua obra Crossroad atualmente está cotada em $6,600,000.00 (4,502.906 ETH).
- Um perfil falso do artista Banksy conseguiu mais de US$ 1 milhão em Ethereum (ETH) com venda de NFTs falsas[19] .